# Fife Lake (Michigan)
Fife Lake – wieś w Stanach Zjednoczonych, w stanie Michigan, w hrabstwie Grand Traverse.